# King Tubby Meets Rockers Uptown
A King Tubby Meets Rockers Uptown Augustus Pablo és King Tubby közös dub albuma  1976-ból. A felvételek a Randy's Studióban készültek   Kingstonban. A legtöbb szám Jacob Miller dalok feldolgozása.

## Számok

### A oldal
1. Keep On Dubbing
2. Stop Them Jah
3. Young Generation Dub
4. Each One Dub
5. 555 Dub Street

### B oldal
1. Braces Tower Dub
2. King Tubby Meets Rockers Uptown
3. Corner Crew Dub
4. Say So
5. Skanking Dub
6. Frozen Dub
7. Satta Dub

## Zenészek
- Augustus Pablo – melodika, zongora, clavinet, orgona, producer
- Robert "Robby" Shakespeare – basszusgitár
- Aston "Family Man" Barrett – basszusgitár
- Leroy "Heptones" Sibbles – basszusgitár
- Carlton "Carlie" Barrett – dob
- Earl "Chinna" Smith – gitár
- Richard "Dirty Harry" Hall – szaxofon
- Bobby Ellis – trombita
- Vincent "Don D Junior" Gordon – harsona
- Mix: King Tubby és Errol Thompson; King Tubby's Studio

## Külső hivatkozások
- https://web.archive.org/web/20040917133204/http://www.roots-archives.com/release/322
- http://www.discogs.com/release/184755
- http://digilander.libero.it/zapatelli/new/discography/records/king_tubby_meets_rockers_uptown.html